# Frammenti di...
Frammenti di... è un album raccolta di Pierangelo Bertoli pubblicato nel 1997 e divenuto nel 2000 Tracce di Pierangelo Bertoli.

## Tracce
1. A muso duro – 4:42
2. Certi momenti – 4:41
3. Eppure soffia – 2:49
4. I miei pensieri son tutti lì – 4:24
5. Varsavia – 5:06
6. Cent'anni di meno – 3:50
7. Il centro del fiume – 4:29
8. Per dirti t'amo – 3:04
9. Pescatore – 4:10
10. Voglia di libertà – 3:43
11. Alete e al ragasol – 2:38
12. Pierangelo's Blues – 4:45
13. Chi sa perché – 4:21
14. Caccia alla volpe – 4:43
15. Leggenda antica – 3:57
16. Vedrai, vedrai – 3:51
17. Sogni di rock'n roll – 4:31